# Regierung der Russischen Föderation

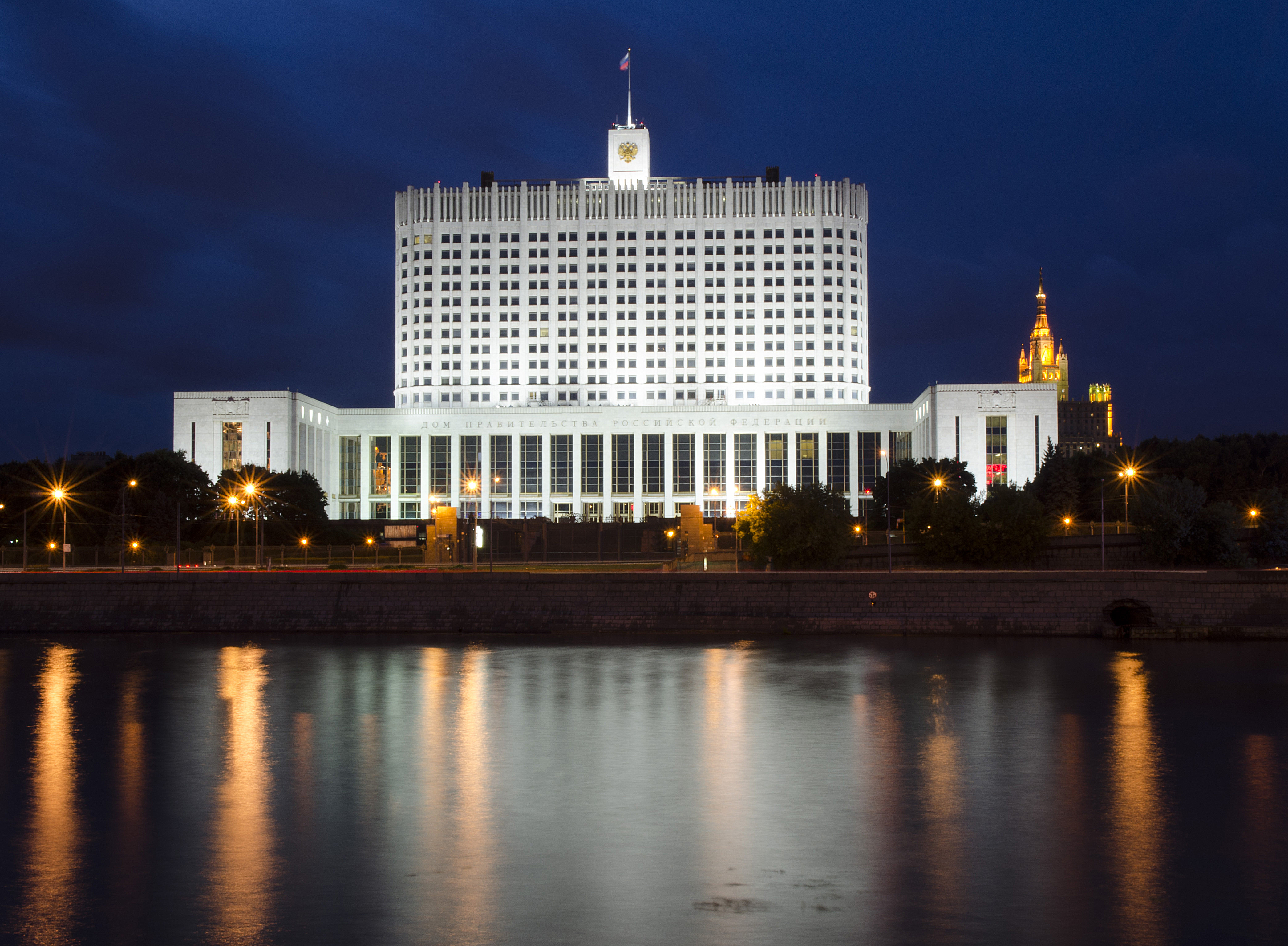
Das Weiße Haus in Moskau, heute das Hauptgebäude der Russischen Regierung

Die Regierung der Russischen Föderation (russisch Прави́тельство Росси́йской Федера́ции / Transkription: Prawitelstwo Rossijskoi Federazii) ist in Russland die oberste exekutive Institution im Regierungssystem. Ihr Status ist im Kapitel 6 (Artikel 110–117) der russischen Verfassung festgeschrieben. Das Oberhaupt der Regierung ist der Ministerpräsident von Russland, auch als Premierminister bezeichnet. Aktuell regiert das Kabinett Mischustin II.

## Allgemeines

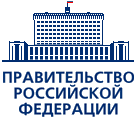
Logo der Regierung der Russischen Föderation

Die Regierung der Russischen Föderation setzt sich aus dem Ministerpräsidenten als Regierungschef, den stellvertretenden Ministerpräsidenten (Vizepremiers) und den Ministern zusammen. Der Regierung untergeordnet ist ein Teil des staatlichen Systems der Ministerien sowie der sogenannten Föderalen Dienste und Föderalen Agenturen. Dazu gehören beispielsweise das Finanz-, das Verkehrs-, das Gesundheits- und das Bildungsministerium. Ein anderer Teil dieses Systems untersteht wiederum unmittelbar dem Präsidenten, so unter anderem das Innen-, das Außen- und das Verteidigungsministerium. Dabei sind alle Minister Regierungsmitglieder, unabhängig davon, wem das jeweilige Ministerium untersteht.
Der Ministerpräsident wird laut Artikel 111 der Verfassung vom Präsidenten vorgeschlagen und muss von der Duma, dem Unterhaus des russischen Parlaments, bestätigt werden. Lehnt die Duma dreimal nacheinander die vom Präsidenten aufgestellten Kandidaten ab, hat der Präsident das Recht, die Duma aufzulösen und Neuwahlen anzuordnen.
Die Aufgaben der Regierung der Russischen Föderation sind laut Artikel 114 der Verfassung die folgenden:
- Erarbeitung des Staatshaushalts, dessen Einreichung bei der Duma zur Bestätigung sowie Rechenschaftslegung vor der Duma hinsichtlich der Verwendung des Staatshaushalts;
- Durchführung der föderationsweit einheitlichen Finanz-, Kredit- und Geldpolitik;
- Durchführung der einheitlichen staatlichen Politik im Bereich der Kultur, der Wissenschaft, der Bildung, des Gesundheitswesens, der sozialen Versorgung und des Umweltschutzes;
- Verwaltung des Staatseigentums;
- Maßnahmen zur Durchsetzung des geltenden Rechts, Gewährung der Rechte und Freiheiten der Bürger, Überwachung des Eigentums und der öffentlichen Ordnung, Bekämpfung der Kriminalität;
- Ausübung sonstiger Vollmachten gemäß Verfassung der Russischen Föderation, föderaler Gesetze und präsidentieller Erlasse.

Im Oktober 2022 wurde von Präsident Putin ein Koordinierungsrat einberufen „für die Erfüllung der Bedürfnisse der russischen Streitkräfte“ mit der Aufgabe, die Lieferung und Reparatur von Waffen, militärischer Ausrüstung sowie die Versorgung der Armee mit materiellen Ressourcen und medizinischer Versorgung sicherzustellen. Präsident Putin selber nannte das Gremium ein „Update“ des Regierungssystems. Die Aufgaben des Rats überschnitten sich laut Beobachtern in Teilen mit denen der Regierung.

## Aktuelle Zusammensetzung
Der gegenwärtige Ministerpräsident wurde kurz nach dem Rücktritt von Ex-Präsident Medwedew per Dekret durch den Präsidenten Russlands ins Amt berufen.

### Ministerpräsident und Vize-Ministerpräsidenten
- Michail Mischustin: Ministerpräsident
- Andrei Beloussow: erster Vize-Ministerpräsident
- Wiktorija Abramtschenko: Vize-Ministerpräsidentin
- Juri Borissow: Vize-Ministerpräsident (seit Mai 2018)
- Marat Chusnullin: Vize-Ministerpräsident
- Tatjana Golikowa: Vize-Ministerpräsidentin (seit Mai 2018)
- Dmitri Grigorenko: Vize-Ministerpräsident und Vorsitzender des Regierungsapparats
- Alexei Owertschuk: Vize-Ministerpräsident
- Juri Trutnew: Vize-Ministerpräsident (seit August 2013)
- Dmitri Tschernyschenko: Vize-Ministerpräsident

### Minister
(falls nicht anders vermerkt, seit dem Regierungswechsel 2020 in diesem Amt)
- Witali Saweljew: Verkehrsminister (seit 2018)
- Waleri Falkow: Minister für Wissenschaft und höhere Bildung
- Irek Faisullin: Minister für Bauwesen, Wohnungs- und Kommunalwirtschaft (seit 2018)
- Alexander Koslow: Minister für natürliche Ressourcen und Ökologie (seit 2020)
- Wladimir Kolokolzew: Innenminister (seit 2012)
- Alexei Tschekunkow: Minister für Entwicklung des Fernen Ostens und der Arktis (vom Mai 2018 bis Januar 2020 Minister für Entwicklung des Fernen Ostens)
- Anton Kotjakow: Minister für Arbeit und sozialen Schutz
- Sergei Krawzow: Minister für Bildungswesen
- Sergei Lawrow: Außenminister (seit 2004)
- Olga Ljubimowa: Kulturministerin
- Denis Manturow: Minister für Industrie und Handel (seit 2012)
- Oleg Matyzin: Minister für Sport
- Michail Muraschko: Gesundheitsminister (seit 2020)
- Nikolai Schulginow: Minister für Energiewirtschaft (seit 2012)
- Dmitri Patruschew: Landwirtschaftsminister (seit 2018)
- Maxim Reschetnikow: Minister für wirtschaftliche Entwicklung
- Maksut Schadajew: Minister für digitale Entwicklung, Kommunikation und Medien
- Andrei Remowitsch Beloussow: Verteidigungsminister (seit 2024)
- Anton Siluanow: Finanzminister (seit Dezember 2011; vom Mai 2018 bis Januar 2020 zusätzlich erster Vize-Ministerpräsident)
- Jewgeni Sinitschew: Minister für Zivilverteidigung und Katastrophenschutz
- Konstantin Tschuitschenko: Justizminister

## Frühere bekannte Regierungsmitglieder (Auswahl)
- Jewgeni Adamow, Minister für Atomenergie (1998–2001, Posten inzwischen aufgelöst)
- Alexander Chloponin, Vize-Ministerpräsident (2010–2018)
- Arkadi Dworkowitsch, Vize-Ministerpräsident (2012–2018)
- Boris Fjodorow, Finanzminister (1993–1994)
- Nikolai Fjodorow, Justizminister (1991–1993), Landwirtschaftsminister (2012–2015)
- Pawel Gratschow, Verteidigungsminister (1992–1996)
- Herman Gref, Minister für wirtschaftliche Entwicklung und Handel (2000–2007)
- Boris Gryslow, Innenminister (2001–2003)
- Igor Iwanow, Außenminister (1998–2004)
- Sergei Iwanow, Verteidigungsminister (2001–2007)
- Andrei Kosyrew, Außenminister (1990–1996)
- Alexei Kudrin, Vize-Ministerpräsident und Finanzminister (2000–2011)
- Dmitri Liwanow, Minister für Bildung und Wissenschaft (2012–2016)
- Boris Nemzow, Vize-Ministerpräsident (1997–1998)
- Dmitri Rogosin, Vize-Ministerpräsident (2011–2018)
- Anatoli Serdjukow, Verteidigungsminister (2007–2012)
- Oleg Saweljew, Minister für Krim-Angelegenheiten (2014–2015, Posten aufgelöst)
- Igor Schuwalow, erster Vize-Ministerpräsident (2008–2018)
- Wladislaw Surkow, Vize-Ministerpräsident (2011–2013) und Vorsitzender des Regierungsapparats (2012–2013)
- Juri Tschaika, Justizminister (1999–2006)
- Anatoli Tschubais, Vize-Ministerpräsident (1994–1996)
- Alexei Uljukajew: Minister für wirtschaftliche Entwicklung (2013–2016)